# La Passione (Луи Андриссен)
«Страсть» (в оригинале «La Passione») — сочинение для женского джазового вокала, солирующей скрипки и ансамбля нидерландского композитора Луи Андриссена, написанное в 2002 году.

## Литературная основа
Сочинение написано на тексты «Canti Orfici» («Орфические песни») итальянского поэта Дино Кампаны (1885—1932). «Орфические песни» — единственная книга поэта, выпущенная им в 1914 году, куда вошли его более ранние сочинения 1906—1914 годов. В это время поэт отчаянно нуждался и страдал серьёзным психическим расстройством. Полное название сборника: «Орфические песни. Трагедии последнего германца в Италии». Ниже — посвящение: «Вильгельму II, императору германцев, посвящается». Он был издан за счет самого автора и сорока четырёх его друзей..

## История создания
Со стихами Кампаны композитора познакомила итальянская певица Кристина Заваллони. Раннее Андриссен написал для неё сочинение «Passeggiata in tram in America e ritorno» для голоса в сопровождении «вибрирующей скрипки с электрическими струнами» (которую исполняла скрипачка Моника Жермино) и ансамбля медных духовых. Сочетание оригинального голоса Кристины и звучания скрипки ему показалось настолько впечатляющим, что композитор решил написать второе произведение для этих исполнителей — «La Passione» именно на тексты «Орфических песен» Кампаны — своего рода двойной концерт для сопрано и скрипки. Композитор использовал следующие стихотворения поэта:
- «Доносится песня»
- «Вечер ярмарки»
- «Черная рогатая фигура»
- «О Сатана»
- «В поезде на полном ходу»
- «Русский»

## Характер музыки
Вот, что пишет сам композитор о сочинении:

«Большинство „Орфических песен“ — это стихи в прозе, насыщенные фантастическими, порой пугающими образами, образующими причудливые коллажи — возможно, футуристических видений. Для „La Passione“ я выбрал шесть фрагментов из разных стихотворений — кроме второго эпизода, „La sera di fiera“ („Вечер ярмарки“), где стихотворение использовано целиком. Одночастное сочинение построено в виде интродукции и шести песен. Страсть, какой она предстает в сюрреалистической поэзии Кампаны, стала главным „вдохновителем“ музыкального языка этого сочинения».